# 홍원식
홍원식(1950년 6월 12일~)은 대한민국의 기업인으로, 남양유업 대표이사 회장을 지냈다.

## 학력
- 경복고등학교
- 연세대학교 경영학 학사

## 경력
- 남양유업 이사
- 남양유업 부사장
- 남양유업 대표이사 사장
- 남양유업 회장